# ハールィチ・ヴォルィーニ継承戦争

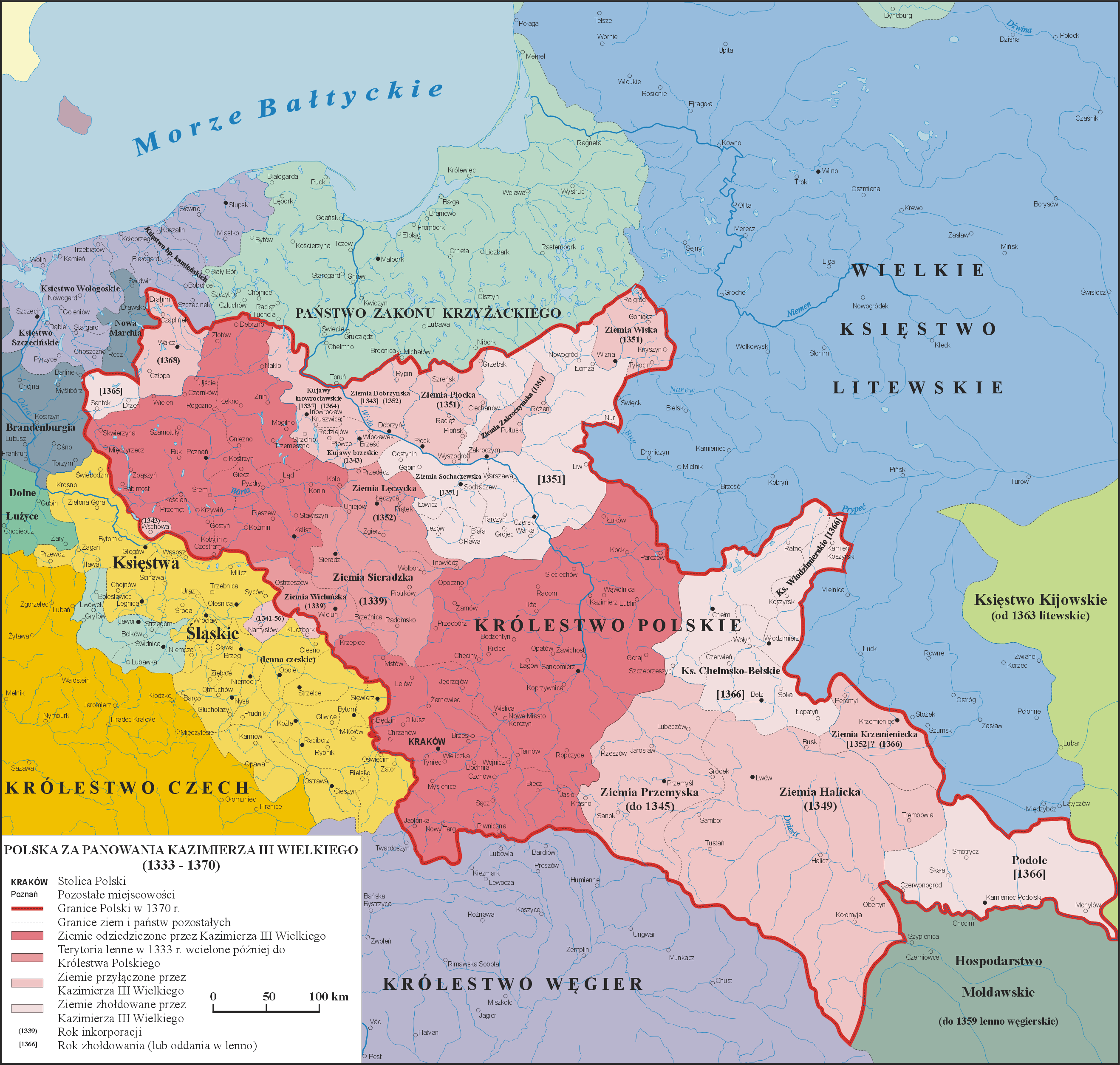
ポーランド王国の地図（1333年 - 1370年）、薄いピンク色で示された獲得領土のうち右下方向に伸びているのがハールィチ・ヴォルィーニ王国の旧領

ハールィチ・ヴォルィーニ継承戦争（ウクライナ語：Війна за Галицько-волинську спадщину；ポーランド語：Wojna o Księstwo Halicko-Włodzimierskie）は、1340年から1392年にかけて、ハールィチ・ヴォルィーニ王国（現在のウクライナ）の領土継承をめぐって何度か争われた戦争である。

## 背景
1322年頃にアンドリーイとレーヴ2世の国王兄弟が死ぬと、ハールィチ・ヴォルィーニ王国には男子相続者がいなくなった。リトアニア大公ゲディミナスは自分の息子でアンドリーイの婿だったリュバルタスを後継者につけようとしたが、ポーランド王ヴワディスワフ1世との戦争を引き起こすことが予想されたため妥協、両者はアンドリーイとレーヴ2世の甥に当たる14歳のボレスワフ・ユーリー2世を推した。ボレスワフ・ユーリー2世はヴワディスワフ1世の従甥に当たるマゾフシェ公トロイデン1世の息子で、ゲディミナスの婿のプウォツク公ヴァツワフの甥だった。この妥協関係をさらに友好的にするため、ゲディミナスは娘のエウフェミアをボレスワフ・ユーリー2世の許嫁とした。
しかし1340年の春、ボレスワフ・ユーリー2世は宮廷にポーランドとボヘミア王国の影響が強まってきたことを憤る国内貴族によって毒殺された。ボレスワフ・ユーリー2世は後継者を残さなかったため、かろうじて保たれていた同地域の勢力均衡は崩壊した。リトアニア大公国とポーランド王国の2国が王国の相続権を主張した。

## 戦闘の経過

### 最初の衝突
ボレスワフ・ユーリー2世の死からまもなく、ポーランド王カジミェシュ3世（ヴワディスワフ1世の息子）は、リヴィウで迫害を受けていたポーランド商人とカトリック教徒住民の保護を口実として王国領内に侵入した。1340年6月、カジミェシュ3世はさらに大規模な軍隊を率いて再び侵入を始めた。4週間後、カジミェシュ3世は国内貴族とその指導者であったドムィトロー・デディコ（Дедько Дмитро）と協定を結び、国内貴族はポーランド王に仕える代わりに、ポーランド王の保護を受けることになった。
ところが、この協定は長く持たなかった。史料や記録は少ないが、その直後にハールィチ・ヴォルィーニはリトアニア人と国内貴族との間で分割され、リュバルタスがヴォルィーニとその首都ヴォロディームィル＝ヴォルィーンシキーを支配し、デトコがハールィチを支配するようになったと考えられる。1340年の冬から1341年にかけて、ジョチ・ウルスは（おそらくリトアニアの支援を受けて）ポーランドを攻撃してルブリンに至り、このことは結果としてハールィチ・ヴォルィーニのモンゴル人ハーンへの貢納額を減らすことになった。そしてモンゴルの侵攻はポーランド人のハールィチ・ヴォルィーニへの影響力を衰えさせた。ボレスワフ・ユーリー2世の未亡人エウフェミアはヴィスワ川に沈められ、王国の継承問題に口出ししないように殺された。
ポーランド人、リトアニア人、モンゴル人を操って互いに争わせていたデトコは、1344年以後は史料に登場していない。同年、ポーランドとリトアニアは直接衝突に至ったが、間もなく和平が結ばれ、ヴォルィーニはリュバルタスに、ハールィチはカジミェシュ3世にそれぞれ割り当てられた。

### 2度目の衝突

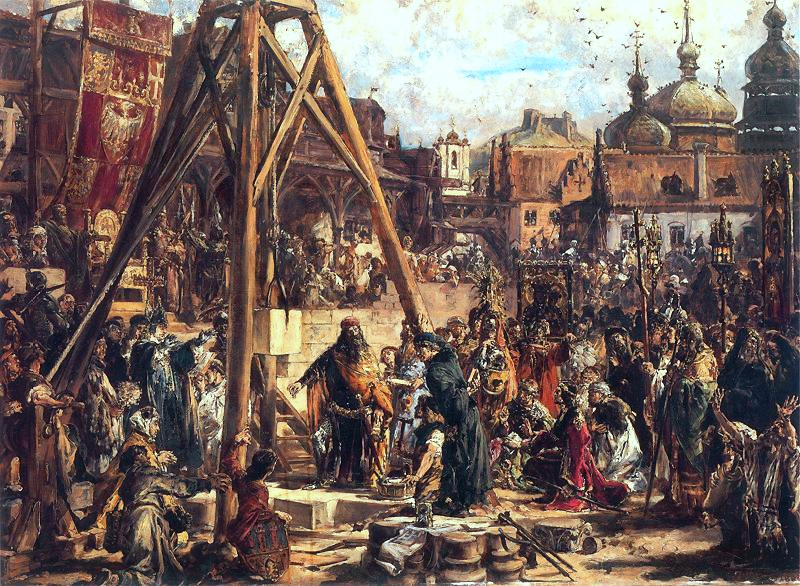
1366年のポーランド王国によるハールィチ・ヴォルィーニの併合、ヤン・マテイコ画

1348年にストレーヴァの戦いでリトアニア人がドイツ騎士団に敗れた後、リュバルタスはヴォルィーニ東部とルーツィク以外の全ての領土をカジミェシュ3世とその同盟者であるハンガリー王ラヨシュ1世に奪われた（カジミェシュ3世が男子を残さない場合は、この地域は甥であるラヨシュ1世が相続することも取り決められた）。リュバルタスの2人の兄アルギルダスとケーストゥティスは、ポーランドと赤ルテニア（ハールィチ東部）への遠征軍を何度か組織した。
この時期、リトアニアはロシアとの同盟関係を築いていた。リュバルタスはモスクワの支配者セミョンの親族であるロストフ公コンスタンティンの娘と再婚し、兄のアルギルダスもセミョンの妻の妹であるトヴェリの公女ウリヤナを2番目の妻に迎えた。1351年の春、リュバルタスはラヨシュ1世に捕えられたが、ケーストゥティスがラヨシュ1世と休戦協定を結んだおかげで夏には解放された。ところが情勢は悪化し、翌1352年には再度の軍事的衝突が始まった。この時の休戦協定は同年の秋に結ばれたが、リトアニア人に有利なものとなった。リュバルタスはヴォルィーニとポジーリャ（ポドレ）だけでなく、ベルズとヘウムをも獲得したのである。
それでも満足しないリュバルタスは、翌1353年に再び攻撃を仕掛けた。これに対する報復として、カジミェシュ3世は教皇インノケンティウス6世の特別の許可を得て、リトアニアの異教徒討伐の名目で大規模な遠征軍を組織した。しかしカジミェシュ3世はこの遠征でも期待した成果を上げられず、リトアニア人との同盟を考えるようになった。
1366年、カジミェシュ3世はマゾフシェ公シェモヴィト3世（ボレスワフ・ユーリー2世の弟）やリュバルタスの甥達などの同盟者を得て、戦争を再開した。この時、アルギルダスは東部での紛争に巻き込まれ、ケーストゥティスはドイツ騎士団との戦いに忙殺されていたため、孤立無援のリュバルタスは敗北した。1366年の秋に和平条約が結ばれ、リュバルタスは以前のヴォルィーニ東部とルーツィクのみの領有を認められ、ポーランドへの一定度の従属を余儀なくされた。また、ポーランドとリトアニアの問題に関しては中立を維持することも約束させられた。カジミェシュ3世は同盟者であるリュバルタスの甥達に報償を出した。カリヨタスの息子ユーリーはヘウムを与えられ、もう一人の息子アレクサンドルはヴォロディームィル＝ヴォルィーンシキーを入手した。ナリマンタスの息子ユーリーはベルズの支配権を安堵された。

### 3度目の衝突
1370年、カジミェシュ3世の死を機会にリュバルタスはヴォロディームィル＝ヴォルィーンシキーを含むヴォルィーニの全地域を占領した。さらに1370年から1387年まで、ハールィチはポーランド王位を継承したラヨシュ1世によってハンガリー王冠の属領に組み入れられた。ラヨシュ1世はハールィチの統治をオポーレ公ヴワディスワフに任せた。1376年には、ポーランドとリトアニアの戦争が再発した。リュバルタス、ケーストゥティス、ベルズのユーリーはサンドミェシュとタルヌフを攻撃し、クラクフまで進軍して多くの捕虜を連行した。しかし、ラヨシュ1世による報復の後にリュバルタスはハンガリー王に忠誠を誓い、息子を人質に差し出した。アルギルダスが1377年に死んだことで、リュバルタスはリトアニアからの支援を受ける望みをほぼ絶たれた。
1378年、ラヨシュ1世はハールィチをハンガリー王国領に直接に組み込んだ。1382年にラヨシュ1世が死ぬと、リュバルタスはハンガリー人が駐屯していたクレミェニェツやプシェムィシルの城を占拠したが、全面戦争を再開することはなかった。当時、ハールィチ・ヴォルィーニをめぐって競いあっていたリトアニア、ポーランド、ハンガリーには、3国家を巻き込んだ王位継承問題が浮上していた。ポーランドの貴族達はポーランド王にハンガリー王女ヤドヴィガをつけ、リトアニア大公ヨガイラ（アルギルダスの息子）を彼女の夫に迎えようと考えた。ヤドヴィガとヨガイラはクレヴォ条約に調印し、ポーランドとリトアニアの同君連合が成立した。1387年、ヤドヴィガはハールィチをポーランド領に回復させた。
リュバルタスは1384年頃に死去し、ヴォルィーニ公国の君主の座は息子のフョードルに受け継がれた。しかしヨガイラは従弟フョードルの主権を制限し始めた。1381年から1384年まで続いたリトアニア内戦の後、ヨガイラは従弟ヴィータウタス（ケーストゥティスの息子）と和解を望み、ルーツィクとヴォロディームィル＝ヴォルィーンシキーをヴィータウタスに与えることを約束した。しかしヴィータウタスはこの補償に満足せず、トラカイの世襲領地の回復とリトアニア大公国の支配権獲得を狙って、1389年にリトアニア内戦を再開させた。この内戦は1392年にアストラヴァスの和約の締結で終わり、ハールィチ・ヴォルィーニ問題も解決した。ポーランドがハールィチを、リトアニアがヴォルィーニを獲得することが最終的に確定したのである。

## 結果
長期にわたる戦争の後、ハールィチ・ヴォルィーニ王国はポーランド領（ハールィチ公国、ガリツィア）とリトアニア領（ヴォルィーニ公国、ヴォルヒニア）とに分割され、独立国家としての地位を失った。ポーランドはガリツィアの獲得によって、20万人もの住民が住む、およそ5万2000km²の領土を獲得した。